# François-Xavier Roth
François-Xavier Roth (Neuilly-sur-Seine, 6 november 1971) is een Franse dirigent en leider van het orkest Les Siècles.

## Biografie
Roth is de zoon van Daniel Roth, organist van de Saint-Sulpice kerk in Parijs. Hij studeerde aan het Lycée Racine in Parijs. Hij was eerst fluitist en koos later voor een carrière als dirigent. Vervolgens studeerde hij aan het Conservatoire national supérieur de musique et de danse de Paris bij Alain Marion en János Fürst. In 2000 won hij de eerste prijs tijdens de Donatella Flick International Conducting Competition in Londen, waarop hij gedurende twee seizoenen assistent-dirigent mocht zijn van het London Symphony Orchestra. Hij assisteerde ook enkele jaren Sir John Eliot Gardiner.
In 2003 richtte hij Les Siècles op, een orkest dat tijdens concerten eigentijdse en authentieke uitvoeringspraktijk laat contrasteren. Hun repertoire omvat muziek uit verschillende periodes, zoals barok, klassiek, romantiek en modern. Ze passen zich aan aan de specifieke historische noden van het repertoire dat ze spelen. Ze gaven concerten in Frankrijk, Italië, Duitsland, Engeland en Japan. Voor de honderdste verjaardag van de première van Le Sacre du printemps speelden ze de muziek van Igor Stravinsky op de BBC Proms en in de Alte Oper Frankfurt, op authentieke instrumenten. Daarna volgden uitvoeringen met de dansgezelschappen van Pina Bausch en Dominique Brun. In 2011 speelden Les Siècles en Roth op het Klarafestival in Bozar te Brussel. Ze stonden ook in deSingel in Antwerpen, in 2015 met een programma van Debussy en Sibelius en in 2018 met soliste Tabea Zimmermann.
In 2007 maakte Roth zijn Noord-Amerikaanse debuut met het London Symphony Orchestra en dirigeerde hij Beethovens Symfonie nr. 9 op het Florida International Festival. Tijdens het seizoen 2009-2010 dirigeerde hij het Orchestre Philharmonique Royal de Liège. Van 2010 tot 2016 was hij muzikaal leider van het SWR Symfonieorkest Baden-Baden en Freiburg. In 2015 werd hij benoemd tot Generalmusikdirektor (chef-dirigent) van de stad Keulen, waar hij de artistieke leiding van het Gürzenich-Orchester en de Oper Köln samenbracht. In seizoen 2017-2018 was hij gastdirigent van het London Symphony Orchestra. Laurent Bayle benoemde hem in 2018 tot Associate Artist van de Philharmonie de Paris. In 2019 werd hij benoemd tot algemeen en artistiek directeur van Atelier Lyrique de Tourcoing, als opvolger van dirigent Jean-Claude Malgoire.
Hij deelde het podium geregeld met Berliner Philharmoniker, Staatskapelle Berlin, Koninklijk Concertgebouworkest, Boston Symphony, Wiener Symphoniker, Tonhalle-Orchester Zürich, Bayerische Staatsoper, Bamberger Symphoniker, Radio Filharmonisch Orkest, Deens Radio Symfonieorkest, NHK-symfonieorkest, Tokyo Symphony Orchestra, BBC National Orchestra of Wales en Göteborg Symfonieorkest. Hij werkte samen met Pierre Boulez, Wolfgang Rihm, Jörg Widmann en Helmut Lachenmann. Met het Gürzenich-Orchester Köln speelde hij in Antwerpen en ondernam hij een tournee in Azië.
Tussen 2011 en 2013 werkte Roth, samen met Les Siècles, mee aan drie seizoenen van het televisieprogramma Presto op France 2, gepresenteerd door Pierre Charvet. Elke aflevering was een korte introductie tot een populair klassiek werk, dat door Roth en het orkest ten gehore werd gebracht. Er werden 90 afleveringen gemaakt, die wekelijks meer dan drie miljoen kijkers trokken.
Samen met het London Symphony Orchestra werkte hij met het Panufnik Composers Scheme, een stichting die aan jonge componisten de kans geeft om muziek voor een orkest te schrijven. Op het Festival Berlioz in La Côte-Saint-André is hij dirigent van het Jeune Orchestre Européen Hector Berlioz, een orkestacademie met historische instrumenten. In 2019 richtte hij het Kölner Bürgerorchester op, waarbij amateurmusici zij aan zij spelen met professionelen.

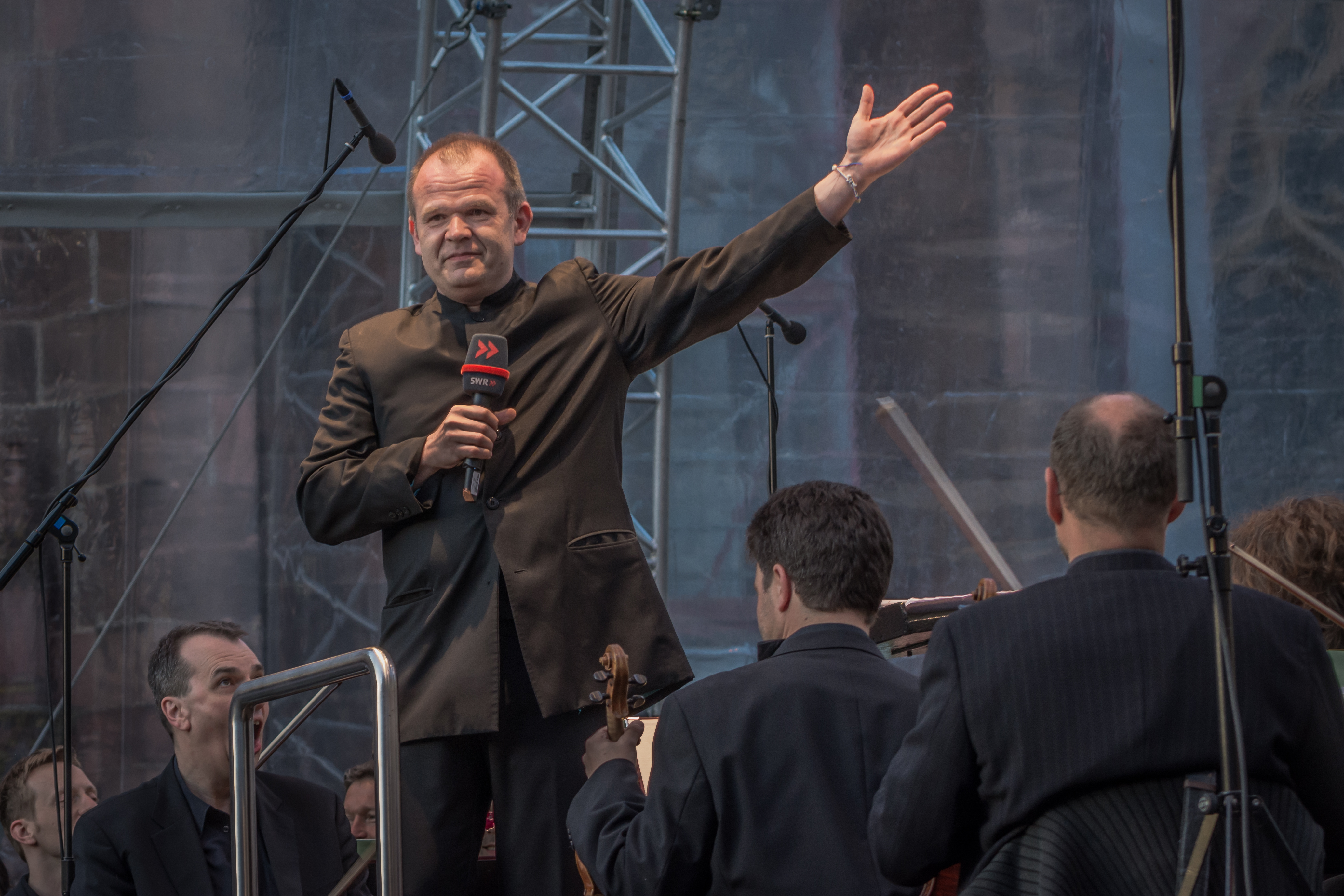
SWR Sinfonierchester- boss François-Xavier Roth says goodbye to his audience in Freiburg 15.7.2016

In mei 2024 werden tegen Roth ernstige beschuldigingen van seksuele intimidatie van vrouwelijke orkestmusici geuit. Het Franse tijdschrift Le Canard enchaîné en het Duitse onlinemagazine VAN waren de eersten die over de beschuldigingen berichtten.

## Onderscheidingen
- 2012 - Preis der Deutschen Schallplattenkritik "Orchestermusik und Konzerte" voor Igor Stravinsky: L’Oiseau de feu, door Roth en Les Siècles.[20]
- 2012 - Edison Klassiek Prijs "De Ontdekking", voor Igor Stravinsky: De Vuurvogel, door Les Siècles en Roth.[21]
- 2015 - Preis der Deutschen Schallplattenkritik "Jahrespreise" voor de cd-opname van Le sacre du printemps, door Roth en Les Siècles.[22][23]
- 2017 - Benoeming tot Chevalier van het Franse Legioen van Eer.[24]
- 2018 - Twee awards van de Victoires de la Musique voor Mirages,[25] door zangeres Sabine Devieilhe, pianist Alexandre Tharaud, Les Siècles en Roth.[26][27]
- 2018 - "Grand Prix Antoine Livio" van de Presse Musicale Internationale.[28]
- 2019 - Preis der Deutschen Schallplattenkritik "Orchestermusik und Konzerte", voor Hector Berlioz: Harold en Italie & Les Nuits d’été, door Tabea Zimmermann, Stéphane Degout, Les Siècles, en Roth.[29]
- 2020 - Preis der Deutschen Schallplattenkritik "Orchestermusik und Konzerte", voor Maurice Ravel: La Valse & Modest Mussorgsky: Bilder einer Ausstellung, door Les Siècles en Roth.[30]
- 2020 - "Ehrenpreis der Deutschen Schallplattenkritik"[31]